# دنیس برینکمن
دنیس برینکمن (انگلیسی: Dennis Brinkmann؛ زادهٔ ۲۲ نوامبر ۱۹۷۸) بازیکن فوتبال اهل آلمان است.
از باشگاه‌هایی که در آن بازی کرده‌است می‌توان به باشگاه فوتبال آینتراخت برانشوایگ، باشگاه فوتبال روت‌وایس اسن، و باشگاه فوتبال آلمانیا آخن اشاره کرد.